# Mystus cineraceus
Mystus cineraceus är en fiskart som beskrevs av Ng och Maurice Kottelat 2009. Mystus cineraceus ingår i släktet Mystus och familjen Bagridae. IUCN kategoriserar arten globalt som otillräckligt studerad. Inga underarter finns listade i Catalogue of Life.